# Peria (rivière)
La rivière Peria  (en  anglais : Peria River) est un cours d'eau de la région du Northland dans l’Île du Nord de la Nouvelle-Zélande.

## Géographie
Elle s’écoule généralement vers le nord à partir de son origine dans la chaîne de Maungataniwha pour atteindre la rivière Oruru à 10 km au sud de la ville de Mangonui. 